# 猛虎浪栄
猛虎浪 栄（もうこなみ さかえ、1984年4月5日 - ）は、モンゴル国ザブハン県出身で立浪部屋に所属した元大相撲力士。本名は市川 栄（いちかわ さかえ）、モンゴル名はガンボルド・バザルサド（モンゴル語キリル文字表記：Ганболдын Базарсад、ラテン文字転写：Ganbold Bazarsad）。身長187cm、体重152kg、血液型はB型。得意技は左四つ、寄り、突っ張り。最高位は東前頭6枚目（2010年9月場所）。2011年、大相撲八百長問題にて引退勧告処分を受け、引退した。

## 来歴・人物
ウランバートル市内で翔天狼と同じ団地の住人だったが、お互い面識はなかったという。
学生時は、バスケットボールに熱中し、モンゴル相撲の経験はほとんどお遊び程度でやっただけであった。しかし、モンゴルの英雄・旭鷲山の取り組みを見ているうちに自分も力士になりたいと考えるようになり、偶然帰国していた旭鷲山を親戚から紹介され、来日を決意。ちょうど旭鷲山の兄弟子である立浪親方（元小結・旭豊）がモンゴル人力士を探していたこともあり立浪部屋を紹介され、2000年に来日した。入門直前には同時に来日した白鵬等と実業団の摂津倉庫相撲部で稽古を付けてもらい、2001年3月場所に初土俵を踏んだ。
四股名の由来は、大阪場所で初土俵を踏んだことであり、ご当地球団・阪神タイガースの山田勝彦元捕手と立浪親方が親交があったからである。モンゴルの「蒙古」と同じ読みの「猛虎」と立浪部屋の「浪」をあわせて命名された（名の「栄」は部屋が栄えるようにとの願いで名付けられた）。ただし、モンゴルにおいて「蒙古」は蔑称とされているため、日本においてもモンゴル人が使用をやめるよう呼びかけており、モンゴル出身力士もこの運動を支援している。猛虎浪本人がこのことを認識しているか、また運動を支援する力士に含まれているかどうかは不明。
なかなか体重が増えず三段目下位で苦労したが、徐々に体重が増えだし成績も右肩上がりに良くなり幕下に定着して行った。2005年1月場所から5場所連続勝ち越し、同年11月場所には東幕下2枚目まで番付を上げ5勝2敗と勝ち越し、2006年1月場所には十両に昇進した。
新十両となった1月場所5日目には、阪神タイガースのロゴマークと酷似したデザインの化粧まわしをつけ、事前に説明を受けていなかった球団営業部が調査に乗り出す事態となった。この化粧まわしのデザインは、虎の顔が左向き（正規デザインは右向き）で、鼻の色が薄く、顔の縞模様が異なるものだった。しかしその後球団側が、師弟が阪神ファンであることなどを確認して特別許可を出し、翌3月場所には立浪大阪後援会から球団公認の正規ロゴマークが入った化粧まわしが贈られ、場所後には球団事務所を表敬訪問した。
その場所は好調で11勝4敗と勝ち越した。翌3月場所も西十両3枚目で9勝6敗と勝ち越し、新入幕の可能性もあったが、翌5月場所で東前頭16枚目の時津海と西前頭16枚目の十文字に阻止され、東十両筆頭止まりで入幕はならなかった。しかし、筆頭なので勝ち越せば入幕位置ではあったが、そのプレッシャーか、5勝10敗と大敗した。7月場所、9月場所、11月場所も続けて負け越しで、1年間守り抜いた十両の座から陥落することになり、2007年1月場所は西幕下4枚目で迎え、優勝に王手をかけていた境澤との取組で敗れたものの5勝2敗と好成績を残した。しかし、自身より番付が上の白石・高見藤・北勝岩の3人が勝ち越したため、再十両は果たせなかった。翌3月場所は東幕下筆頭で4勝3敗と勝ち越し、返り十両を果たした。返り十両の場所でも8勝7敗と勝ち越し、翌7月場所も勝ち越すなど番付を徐々に戻し、十両19場所目となる2009年5月場所では西十両筆頭で11勝をあげ、翌7月場所で新入幕（西7枚目）を果たした。
2009年（平成21年）12月21日に、同年11月18日付で日本国籍を取得したことが発表された。モンゴル出身力士の日本国籍取得は旭天鵬勝に次ぐもので、帰化に際しては師匠が養親となった。なお、同じ部屋のモンゴル出身力士で幕下の大鷹浪も、別の人物を養親としてともに日本国籍を取得した。
2011年の大相撲八百長問題では、八百長に関与したとを特別認定調査委員会に認められ、4月1日の相撲協会臨時理事会の結果、引退勧告を受けた。4月4日、引退届を提出し、受理された。この引退によりモンゴルに住む家族が中傷されており、同じく八百長問題で引退した徳瀬川、光龍、白馬、保志光とモンゴルで釈明会見を近日中に行う予定としたが、実際に会見を行ったかどうかは定かではない。5月1日には所属していた立浪部屋に顔を出し、若い衆に胸を貸した。モンゴルでの日本を相手にした事業を始めることも決定している。
5月22日に断髪式を終え、今後は総合格闘技へ転進すると報道され「若いし、これからいろんなことにチャレンジする」「何でもやるつもり。まだ決めてないけど、出てみてもいい。1回、チャレンジしたい」とコメントしていた。その後8月にIGFからプロレスデビューすることになったものの、当日姿を見せただけでリングデビューはしていない。その後起業し、モンゴルと日本を行き来している。

## 主な成績

### 通算成績
- 通算成績：341勝304敗 勝率.529
- 幕内成績：71勝79敗 勝率.473
- 十両成績：144勝141敗 勝率.505
- 現役在位：60場所
- 幕内在位：10場所[1]
- 十両在位：19場所

### 場所別成績
| | 一月場所 初場所（東京） | 三月場所 春場所（大阪） | 五月場所 夏場所（東京） | 七月場所 名古屋場所（愛知） | 九月場所 秋場所（東京） | 十一月場所 九州場所（福岡） |
| --- | ----------------------- | ----------------------- | ----------------------- | --------------------------- | ----------------------- | --------------------------- |
| 2001年 （平成13年） | x                       | （前相撲）              | 西序ノ口23枚目 5–2      | 東序二段93枚目 5–2          | 東序二段51枚目 5–2      | 西序二段10枚目 4–3          |
| 2002年 （平成14年） | 東三段目93枚目 3–4      | 東序二段9枚目 5–2       | 東三段目72枚目 5–2      | 西三段目41枚目 1–6          | 西三段目76枚目 5–2      | 西三段目47枚目 3–4          |
| 2003年 （平成15年） | 東三段目65枚目 3–4      | 東三段目82枚目 2–5      | 東序二段12枚目 6–1      | 東三段目50枚目 4–3          | 東三段目37枚目 3–4      | 東三段目52枚目 4–3          |
| 2004年 （平成16年） | 西三段目33枚目 5–2      | 東三段目8枚目 4–3       | 東幕下56枚目 4–3        | 東幕下47枚目 4–3            | 西幕下39枚目 4–3        | 東幕下35枚目 3–4            |
| 2005年 （平成17年） | 東幕下43枚目 4–3        | 東幕下35枚目 4–3        | 東幕下30枚目 5–2        | 西幕下19枚目 6–1            | 西幕下8枚目 6–1         | 東幕下2枚目 5–2             |
| 2006年 （平成18年） | 西十両10枚目 11–4       | 西十両3枚目 9–6         | 東十両筆頭 5–10         | 西十両5枚目 4–11            | 西十両12枚目 7–8        | 東十両14枚目 5–10           |
| 2007年 （平成19年） | 西幕下4枚目 5–2         | 東幕下筆頭 4–3          | 西十両13枚目 8–7        | 東十両10枚目 8–7            | 東十両7枚目 6–9         | 東十両10枚目 9–6            |
| 2008年 （平成20年） | 東十両7枚目 9–6         | 西十両5枚目 7–8         | 西十両6枚目 5–10        | 東十両12枚目 9–6            | 西十両7枚目 5–10        | 西十両13枚目 8–7            |
| 2009年 （平成21年） | 西十両12枚目 9–6        | 東十両6枚目 9–6         | 西十両筆頭 11–4         | 西前頭7枚目 6–9             | 東前頭9枚目 5–10        | 西前頭13枚目 9–6            |
| 2010年 （平成22年） | 西前頭11枚目 6–9        | 西前頭15枚目 9–6        | 東前頭11枚目 8–7        | 東前頭10枚目 8–7            | 東前頭6枚目 5–10        | 東前頭11枚目 7–8            |
| 2011年 （平成23年） | 西前頭12枚目 8–7        | 八百長問題 により中止   | 東前頭12枚目 引退 –     | x                           | x                       | x                           |
| 各欄の数字は、「勝ち-負け-休場」を示す。 優勝 引退 休場 十両 幕下 三賞：敢=敢闘賞、殊=殊勲賞、技=技能賞 その他：★=金星 番付階級：幕内 - 十両 - 幕下 - 三段目 - 序二段 - 序ノ口 幕内序列：横綱 - 大関 - 関脇 - 小結 - 前頭（「#数字」は各位内の序列） |                         |                         |                         |                             |                         |                             |

引退時の番付は2011年2月28日発表の順席による。

### 幕内対戦成績
| 力士名 | 勝数 | 負数 | 力士名 | 勝数 | 負数 | 力士名 | 勝数 | 負数 | 力士名   | 勝数 | 負数 |
| ------ | ---- | ---- | ------ | ---- | ---- | ------ | ---- | ---- | -------- | ---- | ---- |
| 朝赤龍 | 3    | 3    | 安美錦 | 1    | 1    | 阿覧   | 0    | 2    | 隠岐の海 | 2    | 1    |
| 臥牙丸 | 1    | 2    | 垣添   | 2    | 0    | 鶴竜   | 0    | 1    | 春日王   | 2    | 2    |
| 北太樹 | 0    | 4    | 木村山 | 3    | 1    | 旭天鵬 | 1    | 2    | 旭南海   | 1    | 0    |
| 豪栄道 | 1    | 2    | 光龍   | 2    | 1    | 黒海   | 4    | 2    | 琴春日   | 1    | 1    |
| 磋牙司 | 1    | 0    | 霜鳳   | 5    | 3    | 翔天狼 | 3    | 3    | 蒼国来   | 0    | 1    |
| 高見盛 | 3    | 5    | 豪風   | 2    | 1    | 玉飛鳥 | 0    | 1    | 玉乃島   | 1    | 2    |
| 玉鷲   | 1    | 1    | 時天空 | 3(1) | 2    | 德瀬川 | 3    | 2    | 土佐豊   | 2    | 2    |
| 栃煌山 | 1    | 0    | 栃ノ心 | 0    | 2    | 栃乃洋 | 2    | 2    | 豊桜     | 0    | 1    |
| 豊ノ島 | 0    | 3    | 豊響   | 1    | 2    | 白馬   | 1    | 2    | 武州山   | 4    | 1    |
| 普天王 | 0    | 1    | 豊真将 | 1    | 5    | 北勝力 | 1    | 3    | 雅山     | 2    | 3    |
| 山本山 | 2    | 0    | 嘉風   | 4    | 2    | 若荒雄 | 2    | 0    | 若の里   | 0    | 2    |